# Власов, Сергей Николаевич (лётчик)
Серге́й Никола́евич Вла́сов (1909, Арпачин, область Войска Донского — 9 ноября 1942, Шум, Ленинградская область) — лётчик-истребитель, майор, штурман гвардейского 159-го истребительного авиационного полка, командир эскадрильи, участник обороны Ленинграда в дни блокады города немецко-фашистскими захватчиками в годы Великой Отечественной войны, за храбрость и отвагу награждён орденами Ленина и Красной Звезды.

## Биография
Родился в 1909 году на хуторе Арпачин возле реки Дон (ныне — в Багаевском районе Ростовской области).
Попал в армию 1933 году по специальному набору, начало войны встретил в звании капитана в 159 истребительном авиационном полку Северного, затем Ленинградского фронта.
Штурман 159-го истребительного авиационного полка (2-я смешанная авиационная дивизия, Северный фронт). С октября 1941 г. в составе полка командовал эскадрильей, сражался с врагом на Северном, а с апреля 1942 — на Ленинградском фронте в составе 39 истребительной авиационной дивизии на самолётах Як-1 и P-40, с марта 1942 года — в составе ВВС 8-й армии.
Одержал 4 личные победы и 6 — в составе группы.
По не уточнённым данным штурман 159-го истребительного авиационного полка майор С. Н. Власов одержал одиннадцать личных побед в сражениях и семь — в группе. 6 июля 1941 года на подступах к Ленинграду в одном из боёв совершил таран фашистского самолёта, об этом пишет командующий 13-й воздушной армией Ф. П. Полынин в статье «6-я воздушная армия в боях 1942—1943 гг.».
20 декабря 1941 года был награждён орденом Красного Знамени «за образцовое выполнение боевых заданий и проявленные при этом мужество и отвагу».
Командовал эскадрильей, которая с января по декабрь 1941 года совершила 573 боевых вылета.
В августе 1942 года награждён орденом Ленина.
В жестоком воздушном бою 8 ноября 1942 года самолёт получил повреждения. При попытке посадить подбитую машину лётчик погиб. Похоронен в селе Шум Волховского (ныне Кировского) района Ленинградской области.
16 августа 2020 года в селе Шум был установлен памятник погибшему лётчику.